# Qualificazioni al campionato europeo maschile under 21 di calcio 2021
Le qualificazioni al campionato europeo di calcio Under-21 2021 hanno determinato le 16 squadre qualificate alla fase finale del torneo che si è disputata in Ungheria e Slovenia tra il 24 e il 31 marzo 2021 (fase a gironi) e tra il 31 maggio e il 6 giugno 2021 (fase finale).
L'Ungheria e la Slovenia erano automaticamente qualificate per la fase finale in quanto nazioni ospitanti. La competizione è riservata ai calciatori nati a partire dal 1º gennaio 1998.

## Formato
Il torneo di qualificazione consta di due fasi:
- Fase a gironi: le 53 partecipanti sono ripartite in 9 gironi all'italiana. Le squadre prime classificate di ciascun gruppo e le cinque migliori seconde si qualificano alla fase finale del torneo.
- Spareggi: sono stati cancellati dall'UEFA a causa della pandemia di COVID-19.[2]

### Criteri di ordinamento
In caso di arrivo di due o più squadre a pari punti, la graduatoria finale è stata stilata secondo la classifica avulsa tra le squadre interessate che prevede, in ordine, i seguenti criteri:
1. Punti negli scontri diretti
2. Differenza reti negli scontri diretti
3. Reti realizzate negli scontri diretti
4. Reti realizzate in trasferta negli scontri diretti
5. Differenza reti generale
6. Reti realizzate complessivamente
7. Reti realizzate complessivamente in trasferta
8. Punteggio disciplinare (3 punti per ciascuna espulsione (sia diretta che per somma di ammonizioni), 1 punto per ciascuna ammonizione)
9. Ranking UEFA attribuito in fase di sorteggio

Per determinare le 5 migliori seconde che hanno avuto accesso alla fase finale, non sono stati considerati i risultati ottenuti contro le ultime classificate di ciascun girone. Sono stati applicati i seguenti criteri:
1. Punti
2. Differenza reti
3. Reti realizzate
4. Reti realizzate in trasferta
5. Punteggio disciplinare
6. Ranking UEFA attribuito in fase di sorteggio

## Calendario
| Fase          | Date                                           |
| ------------- | ---------------------------------------------- |
| Fase a gironi | 20–26 marzo 2019                               |
| Fase a gironi | 5–11 giugno 2019                               |
| Fase a gironi | 5-10 settembre 2019                            |
| Fase a gironi | 9–15 ottobre 2019                              |
| Fase a gironi | 14–19 novembre 2019                            |
| Fase a gironi | 31 agosto–8 settembre 2020                     |
| Fase a gironi | 5–13 ottobre 2020                              |
| Fase a gironi | 9–18 novembre 2020                             |
| Spareggi      | Cancellati a causa della pandemia di COVID-19. |

## Fase a gironi

### Gruppo 1
| Squadra     | P.ti | G  | V | N | P | F  | S  | DR  |
| ----------- | ---- | -- | - | - | - | -- | -- | --- |
| Italia      | 25   | 10 | 8 | 1 | 1 | 27 | 5  | +22 |
| Islanda     | 21   | 10 | 7 | 0 | 3 | 19 | 12 | +7  |
| Irlanda     | 19   | 10 | 6 | 1 | 3 | 15 | 8  | +7  |
| Svezia      | 18   | 10 | 6 | 0 | 4 | 31 | 12 | +19 |
| Armenia     | 3    | 10 | 1 | 0 | 9 | 4  | 33 | -29 |
| Lussemburgo | 3    | 10 | 1 | 0 | 9 | 3  | 29 | -26 |

| Squadra     | Armenia (bandiera) | Irlanda (bandiera) | Islanda (bandiera) | Italia (bandiera) | Lussemburgo (bandiera) | Svezia (bandiera) |
| ----------- | ------------------ | ------------------ | ------------------ | ----------------- | ---------------------- | ----------------- |
| Armenia     |                    | 0 - 1              | 0 - 3*             | 0 - 1             | 2 - 0                  | 0 - 3*            |
| Irlanda     | 1 - 0              |                    | 1 - 2              | 0 - 0             | 3 - 0                  | 4 - 1             |
| Islanda     | 6 - 1              | 1 - 0              |                    | 1 - 2             | 3 - 0                  | 1 - 0             |
| Italia      | 6 - 0              | 2 - 0              | 3 - 0              |                   | 5 - 0                  | 4 - 1             |
| Lussemburgo | 2 - 1              | 1 - 2              | 0 - 2              | 0 - 4             |                        | 0 - 3             |
| Svezia      | 10 - 0             | 1 - 3              | 5 - 0              | 3 - 0             | 4 - 0                  |                   |

- a tavolino

### Gruppo 2
| Squadra       | P.ti | G  | V | N | P | F  | S  | DR  |
| ------------- | ---- | -- | - | - | - | -- | -- | --- |
| Francia       | 27   | 10 | 9 | 0 | 1 | 32 | 10 | +22 |
| Svizzera      | 27   | 10 | 9 | 0 | 1 | 26 | 8  | +18 |
| Georgia       | 15   | 10 | 5 | 0 | 5 | 17 | 14 | +3  |
| Slovacchia    | 12   | 10 | 4 | 0 | 6 | 22 | 21 | +1  |
| Azerbaigian   | 6    | 10 | 2 | 0 | 8 | 6  | 18 | -12 |
| Liechtenstein | 3    | 10 | 1 | 0 | 9 | 3  | 35 | -32 |

| Squadra       | Azerbaigian (bandiera) | Francia (bandiera) | Georgia (bandiera) | Liechtenstein (bandiera) | Slovacchia (bandiera) | Svizzera (bandiera) |
| ------------- | ---------------------- | ------------------ | ------------------ | ------------------------ | --------------------- | ------------------- |
| Azerbaigian   |                        | 1 - 2              | 0 - 3              | 1 - 0                    | 2 - 1                 | 0 - 1               |
| Francia       | 5 - 0                  |                    | 3 - 2              | 5 - 0                    | 1 - 0                 | 3 - 1               |
| Georgia       | 1 - 0                  | 0 - 2              |                    | 4 - 0                    | 2 - 1                 | 0 - 3               |
| Liechtenstein | 1 - 0                  | 0 - 5              | 0 - 2              |                          | 2 - 4                 | 0 - 5               |
| Slovacchia    | 2 - 1                  | 3 - 5              | 3 - 2              | 6 - 0                    |                       | 1 - 2               |
| Svizzera      | 2 - 1                  | 3 - 1              | 2 - 1              | 3 - 0                    | 4 - 1                 |                     |

### Gruppo 3
| Squadra     | P.ti | G  | V | N | P | F  | S  | DR  |
| ----------- | ---- | -- | - | - | - | -- | -- | --- |
| Inghilterra | 28   | 10 | 9 | 1 | 0 | 34 | 9  | +25 |
| Austria     | 18   | 10 | 6 | 0 | 4 | 24 | 16 | +8  |
| Albania     | 14   | 10 | 4 | 2 | 4 | 16 | 21 | -5  |
| Turchia     | 13   | 10 | 4 | 1 | 5 | 15 | 18 | -3  |
| Kosovo      | 9    | 10 | 3 | 0 | 7 | 9  | 20 | -11 |
| Andorra     | 5    | 10 | 1 | 2 | 7 | 10 | 24 | -14 |

| Squadra     | Albania (bandiera) | Andorra (bandiera) | Austria (bandiera) | Inghilterra (bandiera) | Kosovo (bandiera) | Turchia (bandiera) |
| ----------- | ------------------ | ------------------ | ------------------ | ---------------------- | ----------------- | ------------------ |
| Albania     |                    | 3 - 1              | 0 - 4              | 0 - 3                  | 2 - 1             | 1 - 2              |
| Andorra     | 2 - 2              |                    | 1 - 3              | 3 - 3                  | 0 - 4             | 2 - 0              |
| Austria     | 1 - 5              | 4 - 0              |                    | 1 - 2                  | 4 - 0             | 3 - 0              |
| Inghilterra | 5 - 0              | 3 - 1              | 5 - 1              |                        | 2 - 0             | 2 - 1              |
| Kosovo      | 0 - 1              | 1 - 0              | 0 - 1              | 0 - 6                  |                   | 3 - 1              |
| Turchia     | 2 - 2              | 1 - 0              | 3 - 2              | 2 - 3                  | 3 - 0             |                    |

### Gruppo 4
| Squadra    | P.ti | G  | V | N | P  | F  | S  | DR  |
| ---------- | ---- | -- | - | - | -- | -- | -- | --- |
| Rep. Ceca  | 21   | 10 | 6 | 3 | 1  | 20 | 4  | +16 |
| Croazia    | 20   | 10 | 6 | 2 | 2  | 37 | 7  | +30 |
| Scozia     | 18   | 10 | 5 | 3 | 2  | 16 | 5  | +11 |
| Grecia     | 16   | 10 | 5 | 1 | 4  | 10 | 11 | -1  |
| Lituania   | 10   | 10 | 3 | 1 | 6  | 9  | 15 | -6  |
| San Marino | 0    | 10 | 0 | 0 | 10 | 0  | 50 | -50 |

| Squadra    | Croazia (bandiera) | Grecia (bandiera) | Lituania (bandiera) | Rep. Ceca (bandiera) | San Marino (bandiera) | Scozia (bandiera) |
| ---------- | ------------------ | ----------------- | ------------------- | -------------------- | --------------------- | ----------------- |
| Croazia    |                    | 5 - 0             | 7 - 0               | 1 - 2                | 10 - 0                | 1 - 2             |
| Grecia     | 0 - 1              |                   | 1 - 0               | 0 - 2                | 5 - 0                 | 1 - 0             |
| Lituania   | 1 - 3              | 2 - 0             |                     | 0 - 1                | 3 - 0                 | 0 - 1             |
| Rep. Ceca  | 0 - 0              | 1 - 1             | 2 - 0               |                      | 6 - 0                 | 0 - 0             |
| San Marino | 0 - 7              | 0 - 1             | 0 - 3               | 0 - 6                |                       | 0 - 7             |
| Scozia     | 2 - 2              | 0 - 1             | 0 - 0               | 2 - 0                | 2 - 0                 |                   |

### Gruppo 5
| Squadra  | P.ti | G  | V | N | P | F  | S  | DR  |
| -------- | ---- | -- | - | - | - | -- | -- | --- |
| Russia   | 23   | 10 | 7 | 2 | 1 | 22 | 4  | +18 |
| Polonia  | 20   | 10 | 6 | 2 | 2 | 19 | 8  | +11 |
| Bulgaria | 18   | 10 | 5 | 3 | 2 | 14 | 5  | +9  |
| Serbia   | 12   | 10 | 3 | 3 | 4 | 12 | 9  | +3  |
| Estonia  | 5    | 10 | 1 | 2 | 7 | 3  | 34 | -31 |
| Lettonia | 4    | 10 | 0 | 4 | 6 | 7  | 17 | -10 |

| Squadra  | Bulgaria (bandiera) | Estonia (bandiera) | Lettonia (bandiera) | Polonia (bandiera) | Russia (bandiera) | Serbia (bandiera) |
| -------- | ------------------- | ------------------ | ------------------- | ------------------ | ----------------- | ----------------- |
| Bulgaria |                     | 3 - 0              | 1 - 0               | 3 - 0              | 0 - 0             | 0 - 1             |
| Estonia  | 0 - 4               |                    | 2 - 1               | 0 - 6              | 0 - 5             | 0 - 0             |
| Lettonia | 0 - 0               | 1 - 1              |                     | 0 - 1              | 1 - 4             | 2 - 2             |
| Polonia  | 1 - 1               | 4 - 0              | 3 - 1               |                    | 1 - 0             | 1 - 0             |
| Russia   | 2 - 0               | 4 - 0              | 2 - 0               | 2 - 2              |                   | 1 - 0             |
| Serbia   | 1 - 2               | 6 - 0              | 1 - 1               | 1 - 0              | 0 - 2             |                   |

### Gruppo 6
| Squadra            | P.ti | G  | V | N | P | F  | S  | DR  |
| ------------------ | ---- | -- | - | - | - | -- | -- | --- |
| Spagna             | 28   | 10 | 9 | 1 | 0 | 20 | 1  | +19 |
| Macedonia del Nord | 18   | 10 | 5 | 3 | 2 | 20 | 12 | +8  |
| Israele            | 13   | 10 | 3 | 4 | 3 | 12 | 14 | -2  |
| Kazakistan         | 10   | 10 | 3 | 1 | 6 | 12 | 21 | -9  |
| Fær Øer            | 9    | 10 | 3 | 0 | 7 | 11 | 25 | -14 |
| Montenegro         | 7    | 10 | 2 | 1 | 7 | 11 | 13 | -2  |

| Squadra            | Fær Øer (bandiera) | Israele (bandiera) | Kazakistan (bandiera) | Macedonia del Nord (bandiera) | Montenegro (bandiera) | Spagna (bandiera) |
| ------------------ | ------------------ | ------------------ | --------------------- | ----------------------------- | --------------------- | ----------------- |
| Fær Øer            |                    | 3 - 1              | 1 - 3                 | 1 - 2                         | 1 - 0                 | 0 - 2             |
| Israele            | 3 - 1              |                    | 1 - 2                 | 1 - 1                         | 0 - 0                 | 1 - 1             |
| Kazakistan         | 2 - 3              | 1 - 2              |                       | 1 - 4                         | 0 - 4                 | 0 - 1             |
| Macedonia del Nord | 7 - 1              | 1 - 1              | 1 - 1                 |                               | 2 - 1                 | 0 - 1             |
| Montenegro         | 3 - 0              | 1 - 2              | 1 - 2                 | 1 - 2                         |                       | 0 - 2             |
| Spagna             | 2 - 0              | 3 - 0              | 3 - 0                 | 3 - 0                         | 2 - 0                 |                   |

### Gruppo 7
| Squadra     | P.ti | G  | V | N | P | F  | S  | DR  |
| ----------- | ---- | -- | - | - | - | -- | -- | --- |
| Paesi Bassi | 27   | 10 | 9 | 0 | 1 | 46 | 5  | +41 |
| Portogallo  | 27   | 10 | 9 | 0 | 1 | 29 | 9  | +20 |
| Norvegia    | 10   | 8  | 3 | 1 | 4 | 14 | 16 | -2  |
| Bielorussia | 8    | 9  | 2 | 2 | 5 | 15 | 21 | -6  |
| Cipro       | 7    | 9  | 2 | 1 | 6 | 8  | 24 | -16 |
| Gibilterra  | 0    | 8  | 0 | 0 | 8 | 0  | 37 | -37 |

| Squadra     | Bielorussia (bandiera) | Cipro (bandiera) | Gibilterra (bandiera) | Norvegia (bandiera) | Paesi Bassi (bandiera) | Portogallo (bandiera) |
| ----------- | ---------------------- | ---------------- | --------------------- | ------------------- | ---------------------- | --------------------- |
| Bielorussia |                        | 1 - 2            | 10 - 0                | 1 - 1               | 0 - 7                  | 0 - 2                 |
| Cipro       | 1 - 1                  |                  | 1 - 0                 | 1 - 2               | 0 - 7                  | 0 - 4                 |
| Gibilterra  | 0 - 2                  | n.d.             |                       | n.d.                | 0 - 6                  | 0 - 3                 |
| Norvegia    | n.d.                   | 2 - 1            | 6 - 0                 |                     | 0 - 4                  | 2 - 3                 |
| Paesi Bassi | 5 - 0                  | 5 - 1            | 5 - 0                 | 2 - 0               |                        | 4 - 2                 |
| Portogallo  | 3 - 0                  | 2 - 1            | 4 - 0                 | 4 - 1               | 2 - 1                  |                       |

### Gruppo 8
| Squadra          | P.ti | G  | V | N | P | F  | S  | DR  |
| ---------------- | ---- | -- | - | - | - | -- | -- | --- |
| Danimarca        | 26   | 10 | 8 | 2 | 0 | 21 | 9  | +12 |
| Romania          | 20   | 10 | 6 | 2 | 2 | 22 | 7  | +15 |
| Ucraina          | 16   | 10 | 5 | 1 | 4 | 17 | 11 | +6  |
| Finlandia        | 13   | 10 | 4 | 1 | 5 | 14 | 15 | -1  |
| Irlanda del Nord | 9    | 10 | 2 | 3 | 5 | 7  | 13 | -6  |
| Malta            | 1    | 10 | 0 | 1 | 9 | 4  | 30 | -26 |

| Squadra          | Danimarca (bandiera) | Finlandia (bandiera) | Irlanda del Nord (bandiera) | Malta (bandiera) | Romania (bandiera) | Ucraina (bandiera) |
| ---------------- | -------------------- | -------------------- | --------------------------- | ---------------- | ------------------ | ------------------ |
| Danimarca        |                      | 2 - 1                | 2 - 1                       | 5 - 1            | 2 - 1              | 1 - 1              |
| Finlandia        | 0 - 1                |                      | 1 - 1                       | 4 - 0            | 1 - 3              | 0 - 2              |
| Irlanda del Nord | 0 - 1                | 2 - 3                |                             | 0 - 0            | 0 - 0              | 1 - 0              |
| Malta            | 1 - 3                | 0 - 1                | 0 - 2                       |                  | 0 - 3              | 1 - 4              |
| Romania          | 1 - 1                | 4 - 1                | 3 - 0                       | 4 - 1            |                    | 3 - 0              |
| Ucraina          | 2 - 3                | 0 - 2                | 3 - 0                       | 4 - 0            | 1 - 0              |                    |

### Gruppo 9
| Squadra              | P.ti | G | V | N | P | F  | S  | DR  |
| -------------------- | ---- | - | - | - | - | -- | -- | --- |
| Germania             | 18   | 8 | 6 | 0 | 2 | 22 | 10 | +12 |
| Belgio               | 13   | 8 | 4 | 1 | 3 | 18 | 9  | +9  |
| Bosnia ed Erzegovina | 11   | 8 | 3 | 2 | 3 | 9  | 7  | +2  |
| Galles               | 9    | 8 | 3 | 0 | 5 | 8  | 15 | -7  |
| Moldavia             | 7    | 8 | 2 | 1 | 5 | 6  | 22 | -16 |

| Squadra              | Belgio (bandiera) | Bosnia ed Erzegovina (bandiera) | Galles (bandiera) | Germania (bandiera) | Moldavia (bandiera) |
| -------------------- | ----------------- | ------------------------------- | ----------------- | ------------------- | ------------------- |
| Belgio               |                   | 0 - 0                           | 5 - 0             | 4 - 1               | 4 - 1               |
| Bosnia ed Erzegovina | 3 - 2             |                                 | 1 - 0             | 0 - 2               | 4 - 0               |
| Galles               | 1 - 0             | 1 - 0                           |                   | 1 - 5               | 3 - 0               |
| Germania             | 2 - 3             | 1 - 0                           | 2 - 1             |                     | 4 - 1               |
| Moldavia             | 1 - 0             | 1 - 1                           | 2 - 1             | 0 - 5               |                     |

### Raffronto tra le seconde classificate
Le migliori cinque seconde classificate ottengono la qualificazione alla fase finale del torneo. 
In questa classifica non si tiene conto delle partite disputate contro l'ultima classificata del girone per i gruppi costituiti da sei squadre (gruppi da 1 a 8).
| Squadra            | Pt | G | V | N | P | GF | GS | DR  | Gruppo |
| ------------------ | -- | - | - | - | - | -- | -- | --- | ------ |
| Portogallo         | 21 | 8 | 7 | 0 | 1 | 22 | 9  | +13 | 7      |
| Svizzera           | 21 | 8 | 7 | 0 | 1 | 18 | 8  | +10 | 2      |
| Islanda            | 15 | 8 | 5 | 0 | 3 | 14 | 12 | +2  | 1      |
| Croazia            | 14 | 8 | 4 | 2 | 2 | 20 | 7  | +13 | 4      |
| Romania            | 14 | 8 | 4 | 2 | 2 | 15 | 6  | +9  | 8      |
| Polonia            | 14 | 8 | 4 | 2 | 2 | 15 | 7  | +8  | 5      |
| Belgio             | 13 | 8 | 4 | 1 | 3 | 18 | 9  | +9  | 9      |
| Macedonia del Nord | 12 | 8 | 3 | 3 | 2 | 16 | 10 | +6  | 6      |
| Austria            | 12 | 8 | 4 | 0 | 4 | 17 | 15 | +2  | 3      |